# Yahne Le Toumelin
Yahne Le Toumelin, née le 27 juillet 1923 à Paris et morte le 8 mai 2023 à Tursac en Dordogne,, est une nonne bouddhiste et artiste peintre française associée depuis la fin des années 1950 au surréalisme puis à l'art abstrait.

## Biographie

### Enfance et formation
Née à Paris, Yahne Le Toumelin grandit au Croisic en Loire-Atlantique aux côtés de son frère Jacques-Yves Le Toumelin. À l’âge de 10 ans, elle s’initie au dessin et réalise ses premières peintures à l’huile.
Admise aux Beaux-Arts de Paris en 1940, elle préfère intégrer l'académie de la Grande Chaumière. Après trois années d’étude passées à l'académie, elle intègre l’atelier d’André Lhote où elle rencontre Henri Cartier-Bresson.
En 1942, elle rencontre Georges Gurdjieff chez qui elle fait la connaissance de René Daumal, Lanza del Vasto et Luc Dietrich.

### Vie avec Jean-François Revel
Chargée par Pierre Schaeffer et Jacques Copeau de réaliser des présentations radiophoniques d’œuvres artistiques au Studio d’essai de la RTF, Yahne Le Toumelin fait la connaissance de Jean-François Revel qui l'épouse à l'été 1945. En 1946 naît Matthieu Ricard.
Aux côtés de Jean-Paul Sartre, Simone de Beauvoir, Boris Vian, Orson Welles, Jean Cocteau et Juliette Gréco, elle apparaît en 1947 dans Le Désordre à vingt ans, de Jacques Baratier qui peint un tableau de la faune hétéroclite de Saint-Germain-des-Prés au lendemain de la guerre.
De 1947 à 1948, le couple part s’installer à Tlemcen en Algérie où Jean-François Revel est nommé professeur. En 1948, naît Ève Ricard.
De 1950 à 1952, Yahne Le Toumelin part s'installer à Mexico où Jean-François Revel est nommé professeur à l’Institut français d'Amérique latine (IFAL).
À Mexico, elle se lie d’amitié avec Leonora Carrington qui deviendra « sa complice de toujours (…) et suivra, elle aussi, un parcours absolument décalé ».
En 1951, elle réalise une fresque géométrique de 60 m2 pour l’Institut français d’Amérique latine et peint des affiches de films pour le premier ciné-club du Mexique où viennent Benjamin Péret, Luis Buñuel, Frida Kahlo, Diego Rivera ou Mario Vargas Llosa.
En 1952, Yahne Le Toumelin et Jean-François Revel se séparent.

### Le surréalisme et André Breton
En 1955, André Breton présente Yahne Le Toumelin dans sa galerie, À l’Étoile scellée.
De retour à Paris en 1956, elle rencontre l’artiste Georges Mathieu et se lie d’amitié avec Pierre Soulages et Zao Wou-Ki. En 1957, elle expose plus de 100 tableaux à la galerie Orsay et participe à l’édition du catalogue préfacé par André Breton.
André Breton rend hommage à son œuvre dans Le Surréalisme et la Peinture qui paraît chez Gallimard en 1965.
En 1959, Yahne Le Toumelin intègre la galerie René Drouin et, en 1961, expose dans une sélection intitulée « Essai pour la peinture de demain » présentée par Drouin et Ileana Sonnabend à la galerie Marcelle Dupuis.

### Bouddhisme et spiritualité

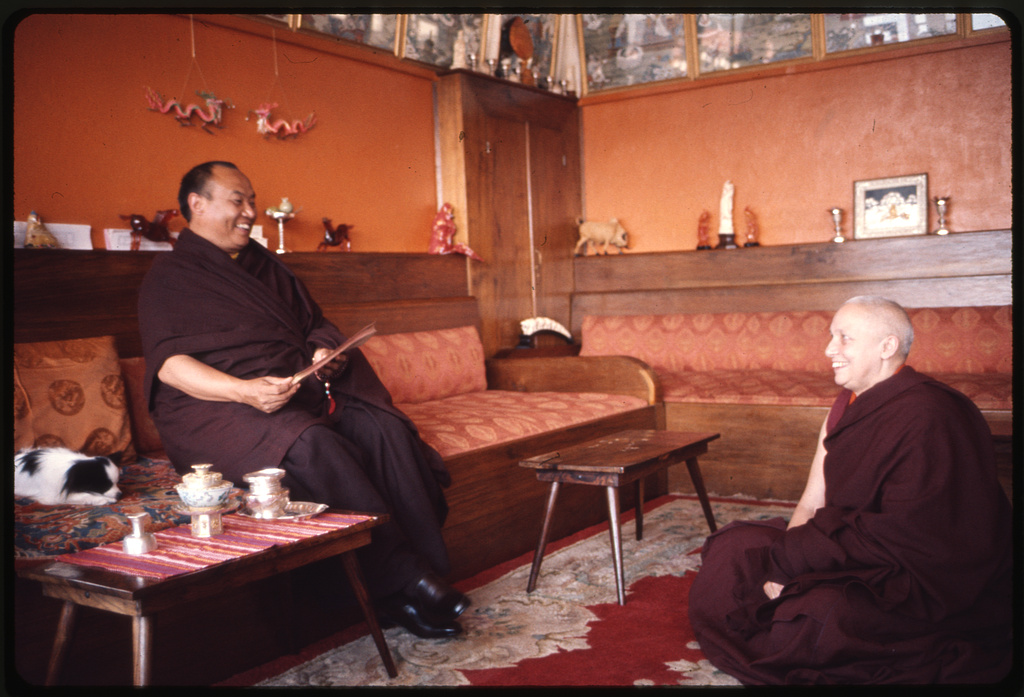
Rangjung Rigpe Dorje, le 16e karmapa, et Freda Bedi au monastère de Rumtek au Sikkim.

En 1967, Yahne Le Toumelin ouvre le Centre d’Expression, une galerie située à Paris et présentée par André Fermigier dans une critique intitulée Trois raisons pour. Quelques mois plus tard, elle part en Inde, se convertit au bouddhisme tibétain et prend les vœux de nonne au monastère de Rumtek, au Sikkim, auprès de Rangjung Rigpe Dorje, le 16e karmapa.
En mai 1968, elle organise une démonstration intitulée La Révolution du cœur.
En 1969, Maurice Béjart demande à Yahne Le Toumelin de composer une fresque de 300 m2 et les costumes pour Les Vainqueurs.
Installée à Darjeeling en Inde, elle cesse de peindre de 1969 à 1975. En 1985, l'artiste s’installe en Dordogne et effectue une retraite bouddhique traditionnelle de trois ans, trois mois et trois jours au Centre de Chanteloube à Saint-Léon-sur-Vézère.
En 1989, Yahne Le Toumelin réalise le Voile du Radeau de la Méduse  pour les décors d'Hommage à la Révolution de Maurice Béjart au Grand Palais, à Paris.
À partir de 2000, elle peint dans son atelier installé en Dordogne.

## Œuvre
Du surréalisme à l'abstraction lyrique, Yahne Le Toumelin a couvert plusieurs courants artistiques à travers son œuvre.

### Salons et expositions
- De 1957 à 1959 - Salon Comparaisons, musée d'Art moderne de la Ville de Paris
- 1958 - Salon Grands et Jeunes d’aujourd’hui, Grand Palais
- 1961 - « Essai pour la peinture de demain », René Drouin et Illiena Sonnabend
- De 1962 à 1964 - Salon de mai, musée d’Art moderne de la Ville de Paris
- De 1961 à 1967 - Salon des surindépendants, musée d’Art moderne de la Ville de Paris
- 1966 - Rencontres d'octobre, musée des beaux-arts de Nantes
- De 1966 à 1969 - Salon d'art sacré, musée d’Art moderne de la Ville de Paris
- 1967 - Salon des artistes français, musée d’Art moderne de la Ville de Paris
- 1979 - FIAC, Grand Palais
- 1980 - Rétrospective « Yahne Le Toumelin (1939-1979) », maison de la culture de Rennes
- 1996 - « Hommage à la Visitation », maison de la culture de Périgueux
- 1999 - Musée Linden, Stuttgart
- 2016 - Rétrospective « Yahne Le Toumelin », Espace Mabry, Bordeaux

### Publication
- Lumière, rire du ciel : traité de peinture, Paris, éditions Pauvert, 2001  (ISBN 2-720-21435-3) ; rééd. illustrée avec une présentation de Matthieu Ricard, Paris, éditions de La Martinière, 2016  (ISBN 978-2-7324-8022-0).

### Filmographie
- 1947 : Le Désordre à vingt ans de Jacques Baratier
- Le Bon Plaisir et renseignement généreux d’Henri Cartier-Bresson
- 1992 : Estivales, documentaire de Violaine Dejoie-Robin sur l'artiste
- 1995 : Affaires de femmes, émission sur Yahne Le Toumelin
- 2016 : C'est à vous, « La méditation de mère en fils, avec Yahne Le Toumelin », sur France 5, 4 novembre 2016 (consulté le 12 février 2017)
- [vidéo] « Yahne Le Toumelin. Une journée à Chanteloube. Documentaire de Guido Ferrari 2005 », sur YouTube.